# چمگردان
چَمگُردان شهری در بخش مرکزی شهرستان لنجان از توابع استان اصفهان است که در حاشیه زاینده رود قرار دارد.

## معرفی
به درستی معلوم نیست که آغاز حیات بشری در این خطّه از چه زمانی بوده‌است امّا آنچه هست لفظ «چَم گُردان» فارسی است و احتمال قریب به یقین مربوط به پیش از اسلام.{{در منطقهٔ اصفهان و چهار محال و بختیاری و لرستان وجود مکانها نظامی کاملاً قابل تشخیص است. همانند «چَمگـُرد» (چَمگـُردان امروزی)، «چـِلگـُرد» (چـِلگـِرد) و «بروگـُرد» (بروجرد امروزی).}}اگر تاریخ چمگردان را ورق بزنیم به نام بِـوِه (Beveh)برمی‌خوریم و آن روستایی بوده در غرب چمگردان کنونی که در زمان آبادی برای خود آب و ملک مشخص و قلمرو معیّن داشته‌است و بنابر اقوال محلّی با حمله افغان‌ها در پایان دوره صفوی و به قولی با حمله مغول ویران شده و اندک بازماندگان آن به مناطق دیگر کوچیده‌اند. گفته می‌شود که چمگردان، هم‌زمان با «بوه» وجود داشته و پس از ویرانی بوه با جذب مهاجران آن گسترش یافته‌است. هم‌اکنون مزارع کشاورزی موجود، عناوینی مثل «صحرای بوه» و «صحرای گُردان» دارند واین خود گویای جدایی جغرافیایی این دو آّبادی قدیمی است. بدون بزرگنمایی، برنج چمگردان مرغوب‌ترین برنج شهرستان لنجان است و کشاورزان چمگردانی در کاشت، داشت و برداشت آن استاد و زنان هنرمندش در پختش ماهر و باسلیقه‌اند.

## زبان
بر پایه ایران اطلس به ترتیب گویشوران، زبان مردم چمگردان (اکثریت) گویش تهرانی و گویش لنجانی و لری شمالی (اقلیت) ترکی و گویش بختیاری است.

## دیدنیها
دیدنی‌های این شهر شامل دریاچه قایقرانی، پارک ساحلی، ساحل زیبای زاینده رود، قنات کمال‌آباد، حمام قدیمی، پارک های درون شهری ،آخرین بازمانده برج‌ها و قلعه بِوِه‌است.